# 伯旺日苏圣米歇尔
伯旺日苏圣米歇尔（法語：Beuvange-sous-Saint-Michel，法語發音：[bœvɑ̃ʒ su sɛ̃ miʃɛl]；洛林法兰克语：Biwwénge）是法国摩泽尔省的一个旧市镇。1811年，伯旺日苏圣米歇尔并入市镇沃尔克朗日。1969年，伯旺日苏圣米歇尔随沃尔克朗日并入蒂永维尔。

## 地名
“伯旺日苏圣米歇尔”（Beuvange-sous-Saint-Michel）一名在法语中意为“圣米歇尔山下的伯旺日”。

## 地理
伯旺日苏圣米歇尔（49°21'57"N, 6°5'10"E）位于法国大東部大區摩泽尔省，该省份为法国东北部内陆省份，是洛林的一部分，西南接默尔特-摩泽尔省，东临下莱茵省，北与卢森堡和德国接壤。
伯旺日苏圣米歇尔的时区为UTC+01:00、UTC+02:00（夏令时）。

## 行政
伯旺日苏圣米歇尔的邮政编码为57100。

## 人口
伯旺日苏圣米歇尔于1900年时的人口数量为361人。